# Crichton-Vulcan

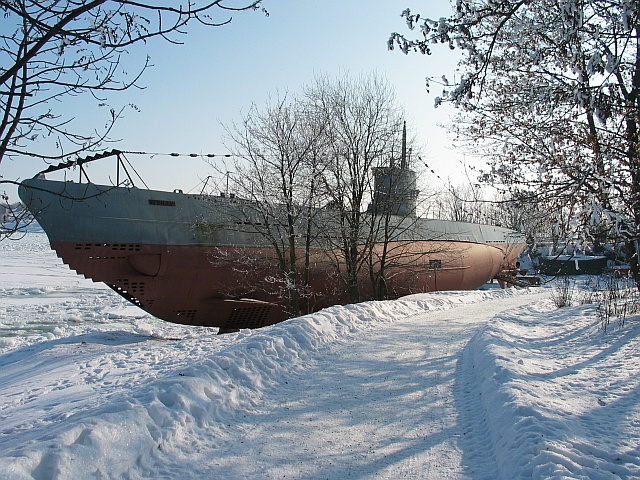
Vesikko, den enda kvarvarande Typ II-ubåten

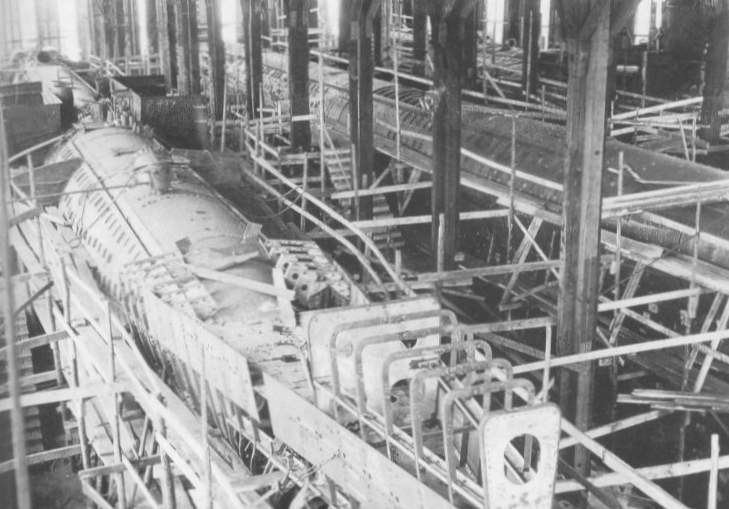
Vetehinen, Vesihiisi och Iku-Turso sida vid sida på varvet

Crichton-Vulcan, från 1966 Oy Wärtsilä Ab Åbovarvet, är ett före detta varv i Åbo i Finland, och det var en gång en av hörnstenarna i den finländska varvsindustrin. Varvet är mest känd för de ubåtar från mellankrigstiden och de kustförsvarsfartyg från andra världskriget som det producerade.
Nybyggnadsverksamheten på varvet vid Aura å upphörde gradvis efter 1976, efter att ett nytt skeppsvarv hade byggts i förorten Perno. Det gamla varvet övertogs efter Wärtsilä Marinindustris konkurs 1989 av det nybildade Åbo Reparationsvarv och användes för fartygsreparationer fram till 2004, då verksamheten flyttade till Nådendal. Det tidigare varvsområdet vid Aura å i Åbo låg då oanvänt en tid. Rivning av de gamla byggnaderna påbörjades i juni 2011 för områdets förvandling till ett bostadsområde.

## Historik
Den första varvet i Åbo grundades 1732 på östra stranden av Aura å. Den första verkstadsindustrin, Ericsson & Cowies Mekaniska Verkstad, grundades 1842. År 1862 förvärvades verkstaden av Erik Julin och William Crichton, som byggde upp också ett nytt skeppsvarv. Aktiebolaget W:m Crichton & C:o Ab bildades. Aktiebolaget gick i konkurs 1913, varefter ett nytt bolag etablerades i dess ställe med namnet Ab Crichton.
Åbo Mekaniska Verkstads Ab var ett annat verkstadsföretag, vars verksamhet upphörde i slutet av 1890-talet, varpå  Vulcan Ab grundades 1898 för att fortsätta verksamheten. År 1924 organiserade chefen för Vulcan, Allan Staffans, en fusion mellan Vulcan och Crichton, vilket skapade Ab Crichton-Vulcan Oy. Detta köptes av Wärtsilä 1935. Wärtsilä köpte också det närliggande motor- och båtbyggarföretaget Andrée och Rosenqvist (Andros) 1939 och inlemmade det i Crichton-Vulcan. År 1966 ändrades namnet på varvet till Oy Wärtsilä Ab Åbovarvet.

## Örlogsfartyg
Under första världskriget, tjänade varvet den kejserliga ryska flottan. Efter Finlands självständighet 1917, startades ett finskt program för marin beväpning. De flesta av fartygen var designade av den nederländska (tyska) företaget IvS och byggdes av Crichton-Vulcan.
Varvet byggde två kustförsvarsfartyg för den finländska marinen: pansarskeppen Ilmarinen och Väinämöinen, båda med ett deplacement på 3.900 ton. De beställdes 1927 och levererades 1931 respektive 1932.

### Ubåtar
Varvet byggde också prototyper för den tyska ubåtsflottan under mellankrigstiden. Tyskland förbjöds enligt fördraget i Versailles från att bygga ubåtar, så arbetet var tvunget att utföras genom ett bulvanföretag i Nederländerna. Tre stycken 716-tons ubåtar beställdes 1927. De ubåtar hade utformats av nederländska IvS och baserats på de tyska Typ III-ubåten från första världskriget. Designen arbetades fram av och tillsynen av konstruktionen gjordes av tyskarna. Ubåtarna skulle tjäna som ett steg i utformningen av den tyska ubåtsklassen Typ VIIA.
Ubåtarna Vetehinen, Vesihiisi och Iku-Turso beställdes 1930 och 1931. En mindre ubåt, Vesikko på 250 ton, lanserades 1933. Den var också designad av IvS och var den direkta prototypen av den tyska ubåtsklassen typ II.

## Efterträdare
Under mitten av 1970-talet anlade Wärtsilä ett nytt, större varv i Perno, åtta kilometer från centrala Åbo. Detta nya varv drivs numera av Meyer Turku och producerar världens största kryssningsfartyg. Det sista nybygget på det gamla varvet var M/S Rosella 1979, som tillsammans med systerfartyget M/S Turella konstruerades för SF Line. Efter 1983 koncentrerade det gamla varvet sig enbart på fartygsreparationer, men fram till våren 1983 fortsatte det gamla varvet att slutföra fartyg som hade sjösatts på det nya varvet.
År 1986 slogs Wärtsiläs byggnadsvarv samman med varven i det statliga Valmet genom att Wärtsilä tog över Nordsjövarvet i Helsingfors och Laivateollisuus i Åbo. År 1989 gick det nya bolaget, Wärtsilä Marinindustri, i konkurs.
Ett nybildat bolag, Masa-Yards Oy, grundat och lett av tidigare varvschefen på Sandvikens varv Martin Saarikangas, tog över Pernovarvet i Åbo samt Wärtsiläs Helsingforsvarv, det tidigare Ab Sandvikens Skeppsdocka och Mekaniska Verkstad.
Ett annat nytt bolag, Åbo Reparationsvarv, inrättades för att ta över det gamla reparationsvarvet vid Aura å. År 2004 övergavs det gamla varvet och företaget flyttade till ett nytt varv utanför stadsgränsen, på ön Luonnonmaa i Nådendal. Det ägs av estniska BLRT Grupp.

### Motorer
Motortillverkningen omorganiserades 1987 vid sammanslagningen av Wärtsiläs och Valmets varv till Wärtsilä-dotterföretaget Wärtsilä Diesel. Detta är idag en av de ledande producenterna av stora dieselmotorer för fartyg och kraftverk, genom att producera Wärtsilä-Sulzer och Wärtsilä-Vasa-motorer. År 2004 beslöt Wärtsilä att flytta produktionen av sina dieselmotorer från Åbo till Italien.

## Bildgalleri

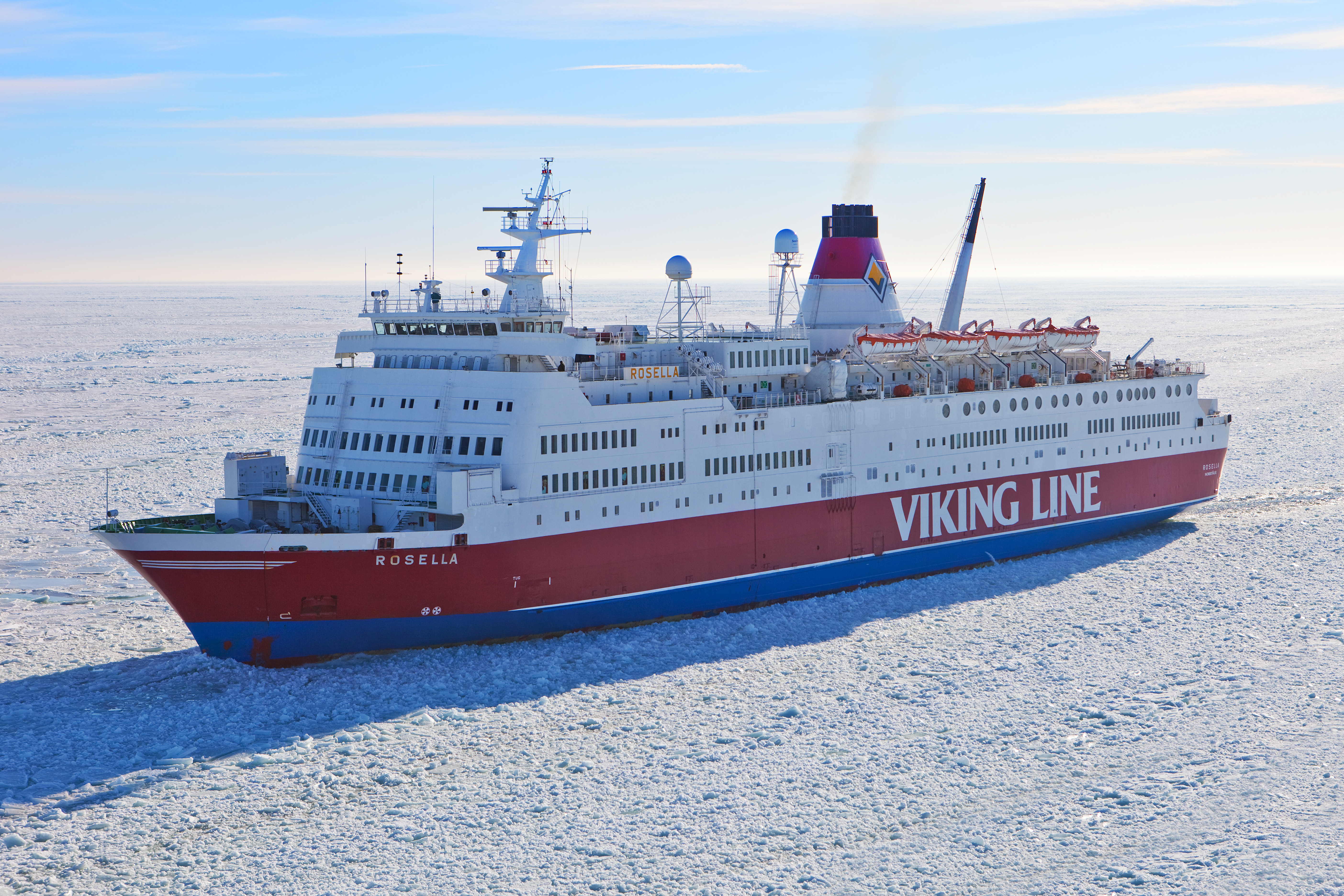
M/S Rosella, byggd 1980, var det sista fartyg, som i sin helhet byggdes på det gamla varvet vid Aura å.